# فرديناند (راقص باليه)
فرديناند (بالفرنسية: Ferdinand)‏ هو راقص باليه فرنسي، ولد في 3 نوفمبر 1791 في بوردو في فرنسا، وتوفي في 5 أبريل 1837 في باريس في فرنسا.